# Isabel Arqué Gironès
Isabel Arqué i Gironès (Barcelona, 1923, Espluga de Francolí, 18 de mayo de 2012) fue una pedagoga catalana, fundadora y directora de la "Escuela Alba" de Lérida en 1969, institución pedagógica democrática y catalanista durante los últimos años del franquismo y la transición española.
Casada con Josep Vallverdú, escritor catalán, y residentes en Espluga de Francolí. La pareja se había conocido en los años 1940 en la Universidad de Barcelona donde ambos se licenciaron en Filología Clásica.
El 21 de abril de 2009, fue galardonada con la Cruz de Sant Jordi. Murió en la primavera de 2012.